# Jarochówek
Jarochówek [pronunciación en polaco: /jarɔˈxuvɛk/] es un pueblo en el distrito administrativo de Gmina Daszyna, dentro del Distrito de Łęczyca, Voivodato de Łódź, en Polonia central. Se encuentra aproximadamente 3 kilómetros al oeste de Daszyna, 14 kilómetros al norte de Łęczyca, y 48 kilómetros al noroeste de la capital regional, Łódź.
El pueblo tiene una población aproximada de 100 habitantes.